# Coppa Italia Serie D 2019-2020
La Coppa Italia Serie D 2019-2020 è stata la ventunesima edizione della manifestazione organizzata dalla Lega Nazionale Dilettanti.

Il 20 maggio 2020, a causa dell'emergenza causata dalla pandemia di COVID-19, la FIGC ha determinato l'interruzione definitiva delle competizioni organizzate dalla LND per la stagione 2019-2020.

## Partecipanti
Il quadro complessivo delle squadre partecipanti corrisponde a quelle iscritte al campionato di Serie D 2019-2020.
La competizione si svolge interamente a eliminazione diretta. Prende il via il 18 agosto 2019 e si sarebbe conclusa il 1º aprile 2020, con la disputa della finale che non è stata disputata a causa della pandemia di COVID-19 in Europa.

## Regolamento
Tutti i turni della manifestazione, a eccezione delle semifinali, sono a eliminazione diretta in gara unica. Per queste gare, in caso di parità al termine dei 90 minuti regolamentari, si procede all’effettuazione dei tiri di rigore per determinare la squadra vincitrice (non sono quindi previsti tempi supplementari). Il fattore campo è determinato per sorteggio nel turno preliminare, nel primo turno e nei trentaduesimi di finale. Nei sedicesimi di finale, negli ottavi di finale e nei quarti di finale, invece, gioca in casa la squadra che nel turno precedente ha giocato in trasferta e viceversa, procedendosi col sorteggio solo nel caso di sfida tra due squadre che abbiano giocato entrambe in casa, oppure entrambe in trasferta, nel turno precedente. La finale si disputa invece in campo neutro. Le semifinali sono organizzate in incontri di andata e ritorno, con sorteggio che determina l'ordine dei campi e con applicazione della regola dei gol in trasferta. Nelle gare di ritorno non sono previsti tempi supplementari bensì direttamente i calci di rigore in caso di punteggio che determini parità sia di gol complessivi sia di gol in trasferta. Gli accoppiamenti di tutti i turni sono guidati da criteri di vicinanza geografica.

## Date
Le date dei turni della Coppa Italia 2019-2020 sono state comunicate il 6 agosto 2019.
| Fase              | Turno                   | Andata                                     | Ritorno                                    |
| ----------------- | ----------------------- | ------------------------------------------ | ------------------------------------------ |
| Turni eliminatori | Turno preliminare       | 18-21 agosto, 11 settembre 2019            | 18-21 agosto, 11 settembre 2019            |
| Turni eliminatori | 1º turno                | 24-25 agosto, 11 settembre, 2 ottobre 2019 | 24-25 agosto, 11 settembre, 2 ottobre 2019 |
| Fase finale       | Trentaduesimi di finale | 18 settembre, 9 ottobre 2019               | 18 settembre, 9 ottobre 2019               |
| Fase finale       | Sedicesimi di finale    | 9-30 ottobre 2019                          | 9-30 ottobre 2019                          |
| Fase finale       | Ottavi di finale        | 13-20 novembre 2019                        | 13-20 novembre 2019                        |
| Fase finale       | Quarti di finale        | 4-11 dicembre 2019                         | 4-11 dicembre 2019                         |
| Fase finale       | Semifinali              | 29 gennaio 2020                            | 12 febbraio 2020                           |
| Fase finale       | Finale                  | 1º aprile 2020                             | 1º aprile 2020                             |

## Calendario

### Turno eliminatorio

#### Turno preliminare
Il turno preliminare prevede la disputa di 47 gare riservato alle seguenti squadre:
- 36 società neopromosse;
- 18 società vincenti i play-out 2018-2019; e salve con un distacco superiore a punti 8;
- 8 società ripescate;
- 26 società classificatesi al termine della Stagione Sportiva 2018-2019, al dodicesimo, undicesimo e decimo posto nei relativi gironi a 18 squadre, tredicesimo, dodicesimo e undicesimo dei gironi a 19 squadre, quattordicesimo, tredicesimo e dodicesimo nei gironi a 20 squadre, regolarmente iscritte;
- 4 società inserite in sovrannumero (Palermo, Lucchese, Arzachena e Foggia);
- 2 società con peggior punteggio Coppa Disciplina C.U. n.166 del 27/6/2019 (Palmese e Nocerina).

In caso di parità al termine dei 90 minuti regolamentari, si procederà direttamente ai calci di rigore per determinare l'accesso alla fase successiva.
| Squadra 1           | Risultato       | Squadra 2                 |
| ------------------- | --------------- | ------------------------- |
| 18 agosto 2019      |                 |                           |
| Chions              | 5 - 1           | San Luigi                 |
| Tamai               | 1 - 1 (4-3 dtr) | Luparense                 |
| Cartigliano         | 1 - 0           | Belluno                   |
| Ambrosiana          | 0 - 0 (1-3 dtr) | Caldiero                  |
| Vigasio             | 1 - 2           | Villafranca Veronese      |
| Union Clodiense CS  | 0 - 0 (2-4 dtr) | Mestre                    |
| Levico              | 1 - 0           | Dro Alto Garda            |
| Ciliverghe          | 2 - 2 (4-3 dtr) | Legnago                   |
| Caravaggio          | 2 - 2 (4-2 dtr) | Scanzorosciate            |
| Tritium             | 0 - 1           | Brusaporto                |
| Ponte San Pietro    | 0 - 0 (4-5 dtr) | NibionnOggiono            |
| Legnano             | 5 - 2           | Castellanzese             |
| Calvina Sport       | 1 - 2           | Breno                     |
| Lavagnese           | 1 -1 (4-5 dtr)  | Fezzanese                 |
| Borgosesia          | 1 - 0           | Verbania                  |
| Fossano             | 1 - 2           | Vado                      |
| Correggese          | 0 - 2           | Lentigione                |
| Mezzolara           | 3 - 1           | Alfonsine                 |
| Forlì               | 3 - 0           | Cattolica S.M.            |
| Scandicci           | 2 - 1           | Progresso                 |
| Porto Sant'Elpidio  | 0 - 1           | Tolentino                 |
| Real Forte Querceta | 0 - 1           | Lucchese                  |
| Sangiovannese       | 0 - 1           | Grosseto                  |
| Aglianese           | 3 - 4           | Grassina                  |
| Bastia              | 1 - 2           | Foligno                   |
| Avezzano            | 2 - 0           | Giulianova                |
| Pro Vasto           | 1 - 0           | Chieti                    |
| Olympia Agnonese    | 0 - 1           | Vastogirardi              |
| Torres              | 2 - 0           | Arzachena                 |
| Muravera            | 3 - 1           | Budoni                    |
| Ladispoli           | 1 - 1 (3-5 dtr) | Flaminia CivitaCastellana |
| Ostia Mare          | 2 - 1           | Pomezia                   |
| P.C. Tor Sapienza   | 0 - 1           | Team Nuova Florida        |
| Anagni              | 3 - 0           | Campobasso                |
| Gladiator           | 2 - 0           | San Tommaso               |
| Gelbison            | 1 - 1 (4-1 dtr) | Agropoli                  |
| Giugliano           | 1 - 2           | Sorrento                  |
| Nocerina            | 0 - 0 (4-3 dtr) | Nola                      |
| FC Francavilla      | 4 - 0           | Grumentum Val d'Agri      |
| Nardò               | 3 - 3 (4-3 dtr) | Casarano                  |
| Roccella            | 0 - 1           | Corigliano                |
| Palmese             | 0 - 1           | FC Messina                |
| Marina di Ragusa    | 1 - 0           | Messina                   |
| Licata              | 3 - 0           | Troina                    |
| 21 agosto 2019      |                 |                           |
| Bustese Milano City | 1 - 2           | Arconatese                |
| Brindisi            | 0 - 1           | Foggia                    |
| 11 settembre 2019   |                 |                           |
| Palermo             | 1 - 1 (3-5 dtr) | Biancavilla               |

#### Primo turno
Il primo turno prevede la disputa di n. 55 gare di sola andata riservato alle seguenti squadre:
- 47 vincenti del turno preliminare;
- 63 aventi di diritto, tranne le 9 società partecipanti alla Coppa Italia in organico alla Serie D (Adriese, Fanfulla, Fasano, Lanusei, Mantova, Matelica, Ponsacco, Sanremese e Turris).

| Squadra 1              | Risultato       | Squadra 2                 |
| ---------------------- | --------------- | ------------------------- |
| 24 agosto 2019         |                 |                           |
| Cjarlins Muzane        | 3 - 4           | Chions                    |
| Folgore Caratese       | 1 - 1 (3-2 dtr) | Legnano                   |
| Sammaurese             | 1 - 3           | Scandicci                 |
| Castrovillari          | 0 - 2           | FC Francavilla            |
| 25 agosto 2019         |                 |                           |
| Campodarsego           | 4 - 3           | Tamai                     |
| Cartigliano            | 1 - 1 (3-5 dtr) | Montebelluna              |
| Caldiero               | 2 - 2 (1-3 dtr) | Villafranca Veronese      |
| Delta Porto Tolle      | 0 - 2           | Mestre                    |
| Virtus Bolzano         | 3 - 1           | Levico                    |
| Union Feltre           | 2 - 1           | Este                      |
| Inveruno               | 2 - 2 (5-3 dtr) | Arconatese                |
| Virtus CiseranoBergamo | 0 - 1           | Brusaporto                |
| NibionnOggiono         | 1 - 2           | Caravaggio                |
| Ciliverghe             | 6 - 2           | Breno                     |
| Caronnese              | 0 - 2           | Seregno                   |
| Franciacorta           | 2 - 2 (4-5 dtr) | Pro Sesto                 |
| Sondrio                | 1 - 1 (2-3 dtr) | Villa d'Almè              |
| Crema                  | 1 - 0           | Fiorenzuola               |
| Savona                 | 1 - 1 (4-2 dtr) | Fezzanese                 |
| Ligorna                | 2 - 0           | Vado                      |
| Casale                 | 0 - 0 (5-4 dtr) | Borgosesia                |
| Chieri                 | 2 - 1           | Bra                       |
| Vigor Carpaneto        | 2 - 1           | Lentigione                |
| Sasso Marconi Zola     | 0 - 1           | Mezzolara                 |
| Savignanese            | 2 - 0           | Forlì                     |
| Grosseto               | 4 - 1           | Montevarchi               |
| Seravezza              | 3 - 0           | Ghivizzano                |
| Follonica Gavorrano    | 2 - 3           | San Donato Tavarnelle     |
| Lucchese               | 2 - 3           | Grassina                  |
| Tuttocuoio             | 3 - 2           | Prato                     |
| Sangiustese            | 2 - 0           | Jesina                    |
| Foligno                | 1 - 1 (3-4 dtr) | Tolentino                 |
| Recanatese             | 2 - 3           | Montegiorgio              |
| Trestina               | 2 - 3           | Cannara                   |
| Torres                 | 2 - 2 (4-3 dtr) | Latte Dolce               |
| Ostia Mare             | 2 - 0           | Muravera                  |
| Trastevere             | 2 - 2 (5-4 dtr) | Team Nuova Florida        |
| Monterosi              | 2 - 1           | Flaminia CivitaCastellana |
| Latina                 | 2 - 3           | Aprilia                   |
| Albalonga              | 1 - 2           | Vis Artena                |
| Atletico Terme Fiuggi  | 1 - 0           | Anagni                    |
| Pineto                 | 0 - 0 (4-2 dtr) | Pro Vasto                 |
| S.N. Notaresco         | 1 - 2           | Avezzano                  |
| Cassino                | 2 - 3           | Vastogirardi              |
| Sorrento               | 2 - 0           | Gladiator                 |
| Portici                | 1 - 0           | Nocerina                  |
| Savoia                 | 2 - 0           | Gelbison                  |
| Taranto                | 1 - 0           | Team Altamura             |
| Foggia                 | 0 - 0 (4-3 dtr) | Nardò                     |
| Fidelis Andria         | 2 - 2 (5-4 dtr) | Bitonto                   |
| Cittanovese            | 1 - 0           | Corigliano                |
| FC Messina             | 2 - 1           | Marina di Ragusa          |
| Acireale               | 2 - 0           | Licata                    |
| 11 settembre 2019      |                 |                           |
| Audace Cerignola       | 3 - 1           | Gravina                   |
| 2 ottobre 2019         |                 |                           |
| Biancavilla            | 1 - 3           | Marsala                   |

### Fase finale

#### Trentaduesimi di finale
Il tabellone principale è composto da 64 squadre e prevede la disputa dei trentaduesimi di finale in gare di sola andata riservato alle seguenti squadre:
- 55 vincenti il primo turno;
- 9 partecipanti alla Coppa Italia (Adriese, Fanfulla, Fasano, Lanusei, Mantova, Matelica, Ponsacco, Sanremese e Turris).

| Squadra 1             | Risultato       | Squadra 2          |
| --------------------- | --------------- | ------------------ |
| FC Messina            | 2 - 0           | Cittanovese        |
| Chions                | 0 - 3           | Campodarsego       |
| Mestre                | 0 - 0 (1-4 dtr) | Adriese            |
| Montebelluna          | 2 - 2 (4-5 dtr) | Union Feltre       |
| Villafranca Veronese  | 1 - 1 (4-2 dtr) | Virtus Bolzano     |
| Seregno               | 4 - 1           | Casale             |
| Mantova               | 3 - 4           | Ciliverghe Mazzano |
| Folgore Caratese      | 2 - 0           | Caravaggio         |
| Pro Sesto             | 1 - 2           | Inveruno           |
| Brusaporto            | 1 - 1 (4-3 dtr) | Villa d'Almè       |
| Chieri                | 3 - 0           | Ligorna            |
| Sanremese             | 0 - 0 (4-2 dtr) | Savona             |
| Seravezza             | 2 - 1           | Grosseto           |
| Ponsacco              | 4 - 2           | Tuttocuoio         |
| Grassina              | 2 - 1           | Scandicci          |
| San Donato Tavarnelle | 1 - 1 (4-3 dtr) | Monterosi          |
| Mezzolara             | 1 - 0           | Vigor Carpaneto    |
| Savignanese           | 2 - 1           | Matelica           |
| Tolentino             | 3 - 1           | Cannara            |
| Sangiustese           | 1 - 2           | Montegiorgio       |
| Avezzano              | 0 - 1           | Pineto             |
| Trastevere            | 0 - 0 (3-5 dtr) | Ostia Mare         |
| Lanusei               | 0 - 2           | Torres             |
| Aprilia               | 0 - 0 (4-3 dtr) | Vis Artena         |
| Atletico Terme Fiuggi | 1 - 2           | Portici            |
| FC Francavilla        | 0 - 2           | Fasano             |
| Foggia                | 3 - 1           | Vastogirardi       |
| Crema                 | 1 - 0           | Fanfulla           |
| Turris                | 1 - 1 (4-2 dtr) | Sorrento           |
| Savoia                | 3 - 0           | Fidelis Andria     |
| Taranto               | 2 - 0           | Audace Cerignola   |
| Marsala               | 0 - 2           | Acireale           |

#### Sedicesimi di finale
| Squadra 1          | Risultato | Squadra 2             |
| ------------------ | --------- | --------------------- |
| Campodarsego       | 2 - 1     | Adriese               |
| Union Feltre       | 2 - 0     | Villafranca Veronese  |
| Crema              | 1 - 2     | Seregno               |
| Ciliverghe Mazzano | 1 - 2     | Folgore Caratese      |
| Inveruno           | 3 - 2     | Brusaporto            |
| Sanremese          | 3 - 0     | Chieri                |
| Ponsacco           | 0 - 2     | Seravezza             |
| Grassina           | 1 - 3     | San Donato Tavarnelle |
| Mezzolara          | 2 - 1     | Savignanese           |
| Montegiorgio       | 0 - 2     | Tolentino             |
| Pineto             | 1 - 0     | Ostia Mare            |
| Torres             | 3 - 0     | Aprilia               |
| Foggia             | 3 - 1     | Turris                |
| Acireale           | 2 - 0     | FC Messina            |
| Portici            | 0 - 2     | Savoia                |
| Fasano             | 3 - 2     | Taranto               |

#### Ottavi di finale
| Squadra 1             | Risultato       | Squadra 2    |
| --------------------- | --------------- | ------------ |
| Folgore Caratese      | 2 - 2 (3-1 dtr) | Seregno      |
| Inveruno              | 2 - 2 (3-5 dtr) | Sanremese    |
| San Donato Tavarnelle | 2 - 2 (2-3 dtr) | Seravezza    |
| Tolentino             | 4 - 2           | Mezzolara    |
| Torres                | 3 - 3 (2-4 dtr) | Pineto       |
| Savoia                | 0 - 0 (3-4 dtr) | Fasano       |
| Foggia                | 3 - 0           | Acireale     |
| Union Feltre          | 3 - 0           | Campodarsego |

#### Quarti di finale
| Squadra 1        | Risultato       | Squadra 2    |
| ---------------- | --------------- | ------------ |
| Folgore Caratese | 2 - 1           | Union Feltre |
| Seravezza        | 1 - 1 (3-4 dtr) | Sanremese    |
| Fasano           | 1 - 1 (5-3 dtr) | Foggia       |
| Pineto           | 1 - 1 (4-5 dtr) | Tolentino    |

#### Semifinali
Le semifinali, a differenza degli altri turni, sono disputate in gare di andata e ritorno.
| Squadra 1 | Totale | Squadra 2        | Andata | Ritorno |
| --------- | ------ | ---------------- | ------ | ------- |
| Sanremese |        | Folgore Caratese | 0 - 3  | n.d.    |
| Tolentino | 1 - 5  | Fasano           | 1 - 1  | 0 - 4   |

#### Finale
Non disputata per l'interruzione delle competizioni dilettantistiche in seguito alla pandemia di COVID-19.